# Franz Xaver von Leuk
Franz Xaver Leuk, seit 1878 von Leuk (* 24. November 1816 in Landshut; † 11. Juni 1883 in München) war bayerischer Generalstabsarzt der Armee.

## Leben
Leuk studierte an der Ludwig-Maximilians-Universität München Medizin. 1838 wurde er mit der Dissertation De methodo endermatica zum Dr. med. promoviert. Er trat im Jahr darauf als ärztlicher Praktikant bei der Kommandantschaft Landau in die Bayerische Armee ein, wurde 1848 Bataillons- und 1857 Regimentsarzt II. Klasse. Seit 1863 im Kriegsministerium, stieg Leuk dort vor dem Beginn des Krieges gegen Preußen am 7. Juni 1866 zum Stabsarzt und Referenten auf. Im März 1870 erfolgte seine Beförderung zum Oberstabsarzt II. Klasse und während des Krieges gegen Frankreich am 21. Februar 1871 zum Oberstabsarzt I. Klasse. Für seine „hervorragenden Leistungen“ verlieh ihm König Ludwig II. nach dem Friedensschluss am 14. Mai 1871 das Ritterkreuz I. Klasse des Militärverdienstordens.
Am 1. April 1872 avancierte Leuk zum Generalarzt I. Klasse und wurde schließlich am 25. September 1875 zum Generalstabsarzt der Armee befördert und zugleich zum Abteilungschef des Medizinalwesens im Kriegsministerium ernannt. Leuk machte sich verdient um den Aufbau und die Ausrüstung der Feldlazarette und der hygienischen Versuchsstationen in den Lazaretten. Am 30. Dezember 1878 verlieh ihm König Ludwig II. das Ritterkreuz des Verdienstordens der Bayerischen Krone. Damit verbunden war die Erhebung in den persönlichen, nicht vererbbaren Adelsstand. Er starb in Ausübung seines Dienstes am 11. Juni 1883.